# Aviatik D.II
L'Aviatik D II était un avion de chasse monoplace allemand de la Première Guerre mondiale. C'était aussi le premier avion de cette catégorie réalisé par Aviatik.
Après avoir construit sous licence des chasseurs Halberstadt D.II, sous l’appellation Aviatik D.I, Automobil und Aviatik AG entreprit fin 1916 la réalisation d’un premier chasseur original. L’appareil se présentait comme un biplan à ailes inégales décalées de construction mixte, sa voilure était réalisée en bois entoilé et le fuselage en tubes d’acier à l’avant et en bois à l’arrière, avec revêtement de contreplaqué. Armé de deux mitrailleuses LMG 08/15 de 7,92 mm encadrant les cylindres du moteur Daimler D III de 160 ch à refroidissement par eau (les radiateurs étant plaqués sur l’extrados du plan supérieur), ce monoplace se révéla très décevant durant ses essais officiels et fut rapidement abandonné.

## Sources
1. 1 2  Green & Swanborough